# Dan Ekborg
Dan Peder Clemens Ekborg (født 23. november 1955 i Stockholm) er en svensk skuespiller. Han er bedst kendt for sin rolle som kriminalinspektør Gren i Jönssonligan, men har også medvirket i tv-serier som Detta har hänt, Rederiet, Beck og Livet i Fagervik.
Ekborg har to gange været nomineret til en Guldbagge i henholdsvis 2000 og 2008.

## Udvalgt filmografi
- Dubbelstötarna (tv-serie, 1980)
- Jönssonligan & Dynamit-Harry (1982)
- Manden fra Mallorca (1984, ukrediteret)
- Moa (1986)
- Jönssonligan dyker upp igen (1986)
- Jönssonligan på Mallorca (1989)
- Monopol (1996)
- Detta har hänt (tv-serie, 1996-1997)
- Julemanden (1999)
- Jönssonligan spelar högt (2000)
- Puder (2001)
- Rederiet (tv-serie, 2002)
- Beck (tv-serie, 2006)
- Pas på fjolserne (2007)
- Sommeren med Göran (2009)
- Livet i Fagervik (tv-serie, 2009)
- Hamilton: I nationens interesse (2012)
- Molanders (tv-serie, 2013)
- Sverige er fantastisk (2015)
- Black Widows (tv-serie, 2017)
- Folk med angst (tv-serie, 2021)